# 耶律迭里
耶律迭里（？—926年），辽国皇族，契丹开国初期大臣，是辽太宗耶律德光族兄。
耶律迭里的曾祖父是遼玄祖，祖父耶律岩木，父亲是本部夷離菫耶律楚不鲁。耶律迭里幼年多病，常受辽太祖耶律阿保机抚育。长成，投阿保机帐下。神册六年（921）正月，受任惕隐，掌皇族政教，率龍軍随阿保机討伐阻卜、党項，多建武功。天赞三年（924年）五月，为南院夷离堇，和南府宰相耶律蘇经略西南之地。天显元年（926年）十二月，契丹举国讨渤海国，包围忽汗城，次年正月克忽汗城（今黑龙江省宁安）。在太祖去世後，皇后述律平称制。皇后以大元帥耶律德光嗣帝位，耶律迭里称立君宜先嫡长，建言立東丹王耶律倍，忤旨。述律平以他党附东丹王，下狱审讯，加以炮烙。终不屈服，同年十一月被杀，籍没家属。其子耶律安摶。